# Taniela Rawaqa

a Compétitions nationales et continentales officielles uniquement.

b Matchs officiels uniquement.
Taniela Rawaqa, né le 30 avril 1986 à Lautoka (Fidji), est un joueur international fidjien de rugby à XV évoluant aux postes d'ailier ou d'arrière.

## Biographie
Taniela Rawaqa obtient sa première cape en équipe des Fidji le 19 mai 2007 lors du match contre l'équipe des Samoa comptant pour la Pacific Nations Cup.
Il rejoint le SU Agen en juillet 2008, puis quitte le club en janvier 2009 sans avoir joué pour rejoindre le FC Grenoble jusqu'à la fin de la saison en cours,.

## Statistiques en équipe nationale
- 17 sélections de 2007 à 2011
- 103 points